# El último traje
El último traje (en polaco: 'Ostatni garnitur') es una película argentino-hispano-polaca dramática de 2018 escrita y dirigida por Pablo Solarz y protagonizada por Miguel Ángel Solá, Ángela Molina y Martín Piroyansky.
Se trata de una coproducción con Polonia, rodada en cuatro países, que narra una historia que explora el judaísmo, la vejez, las diferencias generacionales y las heridas que continúan abiertas de la Segunda Guerra Mundial.

## Sinopsis
Abraham Bursztein, un sastre judío de 88 años,que ya tiene hasta bisnietos al que sus hijas pretenden venderle el departamento y enviarlo a un geriátrico, viaja de Buenos Aires a Lodz en Polonia, donde se propone encontrar un amigo polaco, Piotrek, que lo salvó de una muerte segura al final de la Segunda Guerra Mundial y luego lo ayudó a escapar para darle ese último traje al que alude el título.
Lo que sigue es una narración con elementos de road-movie que en su corazón esconde temas importantes que el director quiere que queden siempre muy en claro. Pese a su constante malhumor y a sus malos tratos, Abraham siempre encontrará alguien dispuesto a ayudarlo, ya sea un argentino como Leo (Martín Piroyansky), una española como María (Ángela Molina), una francesa o una alemana como Ingrid (Julia Beerhold). La magia del cine hará incluso que una polaca Gosia (Olga Boladz), joven enfermera que apenas lo conoce, sea capaz de abandonar la clínica en la que trabaja y acompañarlo en su periplo hasta Lodz.

## Reparto
- Miguel Ángel Solá (1950-) como Abraham Bursztein.
  - Maciej Grubich como Abraham Bursztein a los 19 años.
  - Mateo Flossdorf como Abraham Bursztein a los 13 años
- Ángela Molina como María.
- Martín Piroyansky como Leo.
- Natalia Verbeke como Claudia.
- Julia Beerhold como Ingrid.
- Olga Boladz como Gosia.
- Jan Mayzel (1930-) como Piotrek.
  - Michal Sikorski como Piotrek a los 19 años.
- Maarten Dannenberg como Jochen.
- Markus Oberhauser como el oficial alemán.
- Mora Starosta como Sheine.
- Max Berliner (1919-2019).

## Lanzamiento
En agosto de 2017 la productora lanzó un tráiler de la película, confirmando el estreno en España (país coproductor).
En Argentina se estrenó en enero de 2018. En Uruguay se estrenó en marzo.

## Premios y nominaciones

### Participación en festivales de cine
| Festival                      | Fecha de evento               | Categoría                     | Premio    |       |
| ----------------------------- | ----------------------------- | ----------------------------- | --------- | ----- |
| Festival de Busan             | 12 al 21 de octubre de 2017   | Cine del Mundo                | Pendiente | [ 4 ] |
| Festival                      | Fecha de evento               | Categoría                     | Premio    |       |
| Przegląd filmów argentyńskich | 21 al 24 de noviembre de 2019 | Przegląd filmów argentyńskich | Pendiente | [ 5 ] |